# Adstrat
Le terme adstrat (du latin adstratus « placé à côté ») a été introduit dans la linguistique par le chercheur italien Matteo Giulio Bartoli (en). Il a au moins deux acceptions.

## En linguistique historique
En linguistique historique, le terme « adstrat » désigne premièrement l’ensemble des éléments étrangers entrés par diverses voies dans une langue après la constitution de celle-ci en tant qu’idiome distinct. Ces éléments sont, concrètement, les emprunts de divers types faits par la langue en cause, surtout lexicaux (mots, affixes de dérivation), ainsi que des calques. La présence de l’adstrat s’explique soit par le voisinage géographique de populations parlant des langues différentes, soit par des circonstances d’ordre historique et politique, soit par des contacts culturels.

## En linguistique historique et en sociolinguistique
Dans une autre acception, adoptée par la sociolinguistique également, on trouve l’adstrat défini avec des genres prochains différents mais des contenus semblables. Pour certains auteurs, c’est un type d’interférence entre deux langues qui entrent en contact ou se mélangent. Selon d’autres, l’adstrat est une langue ou un dialecte qui influence un autre idiome pris comme référence. Pour d’autres encore, c’est l’ensemble des faits de langue qui résultent de l’influence d’une langue sur une autre,. L’élément commun dans ces définitions est que, dans une perspective historique, les langues en contact sont parlées par des communautés linguistiques qui cohabitent ou qui sont voisines pendant une longue période. En raison du développement des moyens de communication, la notion d’adstrat n’implique pas seulement la contiguïté géographique, mais aussi la contiguïté politique, culturelle et économique de pays parfois éloignés.
Avec la notion d’adstrat, on a introduit en linguistique celles de substrat et de superstrat aussi. Ceux-ci peuvent impliquer, dans l’histoire des langues, l’assimilation d’une langue par celle de référence,, alors que l’adstrat suppose une interaction neutre, dans laquelle il n’y a ni assimilation ethnique ni dissolution d’une langue dans l’autre, mais celles-ci continuent à exister en tant que telles. Il s’agit d’influences réciproques, même si les poids des deux influences ne sont pas égaux. Dans un pays où il y a une langue majoritaire, l’influence de celle-ci sur la langue d’une minorité qui ne renonce pas à son idiome est plus importante que l’inverse.
Les interférences du type adstrat peuvent mener à ce qu’on appelle une « aire linguistique » ou, traditionnellement, « union linguistique », en allemand Sprachbund. Ces termes désignent un groupe de langues non apparentées ou marginalement apparentées, par exemple l’union linguistique balkanique.

## Exemples d’adstrats
Les interférences du type adstrat sont nombreuses dans le monde. Quelques exemples en sont celles entre :
- le français et l’anglais[5] ;
- le français et le flamand[4] ;
- le basque et l’espagnol[1] ;
- le grec et l’italien méridional[1] ;
- le hongrois et les langues majoritaires des pays voisins de la Hongrie[12].

## Sources bibliographiques
- (ro) Bidu-Vrănceanu, Angela et al., Dicționar general de științe. Științe ale limbii [« Dictionnaire général des sciences. Sciences de la langue »], Bucarest, Editura științifică, 1997 (ISBN 973-440229-3, lire en ligne)
- (en) Bussmann, Hadumod (dir.), Dictionary of Language and Linguistics [« Dictionnaire de la langue et de la linguistique »], Londres – New York, Routledge, 1998 (ISBN 0-203-98005-0, lire en ligne [PDF])
- (ro) Constantinescu-Dobridor, Gheorghe, Dicționar de termeni lingvistici [« Dictionnaire de termes linguistiques »] (DTL), Bucarest, Teora, 1998 (sur Dexonline.ro)
- (en) Crystal, David, A Dictionary of Linguistics and Phonetics [« Dictionnaire de linguistique et de phonétique »], Blackwell Publishing, 2008, 4e éd. (ISBN 978-1-4051-5296-9, lire en ligne [PDF])
- Jean Dubois et al., Dictionnaire de linguistique, Paris, Larousse-Bordas/VUEF, 2002 (lire en ligne [PDF])
- (en) Brown, Keith (dir.) et Ogilvie, Sarah (dir.), Concise Encyclopedia of Languages of the World [« Petite encyclopédie des langues du monde »] (CELW), Oxford, Elsevier, 2009 (ISBN 978-0-08-087774-7)
- (en) Eifring, Halvor et Theil, Rolf, Linguistics for Students of Asian and African Languages [« Linguistique pour les étudiants en langues asiatiques et africaines »], Oslo, Université d’Oslo, 2005 (lire en ligne)
- (en) Friedman, Victor A., « Balkans as a Linguistic Area » [« Les Balkans en tant qu’aire linguistique »], dans Brown, Keith et Ogilvie, Sarah (dir.), Concise Encyclopedia of Languages of the World [« Petite encyclopédie des langues du monde »], Oxford, Elsevier, 2009 (ISBN 978-0-08-087774-7), p. 119-134
- (ru) Iartseva, V. N. (dir.), Лингвистический энциклопедический словарь [« Dictionnaire encyclopédique de linguistique »], Moscou, Sovietskaïa Entsiklopedia,‎ 1990 (lire en ligne)
- (hu) Kontra, Miklós, « 19. fejezet – A határon túli magyar nyelvváltozatok » [« Chapitre 19 – Variétés du hongrois à l’extérieur de la Hongrie »], dans Kiefer, Ferenc (dir.), Magyar nyelv [« La langue hongroise »], Budapest, Akadémiai Kiadó, 2006 (ISBN 963-05-8324-0, lire en ligne [PDF]), p. 380-401